# Янісоль
Янісо́ль — вантажна залізнична станція 5-го класу Лиманської дирекції Донецької залізниці на гілці від лінії Карань — Янісоль. Найближча вузлова станція — Карань (11 км).
Розташована в смт Мирному Волноваського району Донецької області.
Янісоль обслуговує ТОВ «Каранський кар'єр», на території якого й розташована. 
Пасажирське сполучення не здійснюється з 1996 року.